# Izan Almansa Pérez
Izan Almansa Pérez (Múrcia, 7 de juny del 2005) és un jugador de bàsquet espanyol. Amb 2,07 metres d'alçada juga en la posició d'ala-pivot, i juga a l'NBA G League Ignite de la NBA G League.

## Trajectòria
Almansa, nascut a Múrcia, és fill de l'ex-jugador de bàsquet Steve Horton i és un jugador format al planter de l'UCAM Murcia CB, club que abandona en 2019.
A l'estiu de 2019, va signar pel Reial Madrid i es va incorporar al Cadet "B" del conjunt blanc, passant al Cadet "A" l'any següent.
A l'estiu de 2021, marxa als Estats Units per a convertir-se en el primer espanyol que arribava a l'Academia Overtime Elite d'Atlanta, un projecte en el qual es remunera als joves alhora que es manté la seua formació tant acadèmica com esportiva.
El 30 de juny de 2023, signa pel NBA G League Ignite.

## Selecció nacional
El 10 de juliol de 2022, va ser nomenat millor jugador del Campionat Mundial de Bàsquet Sub-17 de 2022 on Espanya va perdre la final enfront de la selecció dels Estats Units. Izan va fer una mitjana de durant el campionat 12,1 punts i 12,9 rebots entrant en el quintet ideal juntament amb Lucas Langarita. Al mes següent, el 7 d'agost, va ser nomenat MVP de l'Eurobasket Sub-18 celebrat a Turquia amb unes mitjanes de 15,7 punts, 10,7 rebots i on la selecció espanyola va guanyar l'or.